# 金鐘獎社會關懷節目獎得獎列表
廣播金鐘獎社會關懷節目獎是由文化部影視及流行音樂產業局在臺灣舉辦的現行頒發獎項。

## 歷屆得獎暨入圍名單
|  | 獲獎者 |

### 社會服務節目獎（第38屆～第44屆）
| 年度 （屆數）   | 廣播作品                                                                 |
| --------------- | ------------------------------------------------------------------------ |
| 2003 （第38屆） | 《愛心加油站－牽成咱的愛》／高雄廣播電臺                                 |
| 2003 （第38屆） | 《成長DIY－他們的成長故事》／漢聲廣播電台台北總台                        |
| 2003 （第38屆） | 《柔軟心人間情》／國立教育廣播電臺                                       |
| 2003 （第38屆） | 《真愛世間情》／好家庭廣播股份有限公司                                   |
| 2003 （第38屆） | 《頑童週記－頑童14號(小喜找愛)》／警察廣播電臺高雄臺                     |
| 2005 （第40屆） | 《真心看世界》／慈濟傳播                                                 |
| 2005 （第40屆） | 《台灣真情誌》／正聲廣播股份有限公司                                     |
| 2005 （第40屆） | 《美麗新世界》／正聲廣播股份有限公司                                     |
| 2005 （第40屆） | 《真心看世界》／國防部政治作戰總隊漢聲廣播電臺台南臺                     |
| 2005 （第40屆） | 《這些人那些人》／正聲廣播股份有限公司雲林廣播電臺                       |
| 2006 （第41屆） | 《溫馨接送情--花蓮手記》／國立教育廣播電臺花蓮分臺                       |
| 2006 （第41屆） | 《白色時代》／財團法人中央廣播電臺                                       |
| 2006 （第41屆） | 《真情酷兒》／綠色和平廣播股份有限公司                                   |
| 2006 （第41屆） | 《這些人與那些人》／正聲廣播股份有限公司雲林廣播電台                     |
| 2006 （第41屆） | 《漁廣海岸線--關懷討海人系列》／行政院農業委員會漁業署臺灣區漁業廣播電臺 |
| 2007 （第42屆） | 《角落欣世界》／中國廣播股份有限公司                                     |
| 2007 （第42屆） | 《文化生活日報》／正聲廣播股份有限公司臺北調頻廣播電臺                   |
| 2007 （第42屆） | 《青春夢工廠》／國立教育廣播電臺彰化分臺                                 |
| 2007 （第42屆） | 《教育傳真情》／國立教育廣播電臺臺北總臺                                 |
| 2007 （第42屆） | 《溫馨小站》／漢聲廣播電臺高雄分臺                                       |
| 2008 （第43屆） | 《這些人與那些人》／正聲廣播股份有限公司雲林廣播電臺                     |
| 2008 （第43屆） | 《日出的所在》／正聲廣播股份有限公司臺中廣播電臺                         |
| 2008 （第43屆） | 《希望花園》／復興廣播電臺                                               |
| 2008 （第43屆） | 《角落欣世界》／中國廣播股份有限公司臺北總臺                             |
| 2008 （第43屆） | 《溫馨傳真情》／財團法人佳音廣播電台                                     |
| 2009 （第44屆） | 《青春夢工廠》／國立教育廣播電臺彰化分臺                                 |
| 2009 （第44屆） | 《這些人與那些人》／正聲廣播股份有限公司雲林廣播電臺                     |
| 2009 （第44屆） | 《微風心情》／漢聲廣播電臺臺中分臺                                       |
| 2009 （第44屆） | 《溫馨快遞》／國立教育廣播電臺                                           |
| 2009 （第44屆） | 《溫馨傳真情》／財團法人佳音廣播電台                                     |

### 社會關懷節目獎（第45屆～至今）
| 年度 （屆數）   | 廣播作品                                                    |
| --------------- | ----------------------------------------------------------- |
| 2010 （第45屆） | 《大地采風》／正聲廣播股份有限公司高雄廣播電臺              |
| 2010 （第45屆） | 《日出的所在》／正聲廣播股份有限公司臺中廣播電臺            |
| 2010 （第45屆） | 《生活加油站》／內政部警政署警察廣播電臺臺東臺              |
| 2010 （第45屆） | 《這些人與那些人》／正聲廣播股份有限公司雲林廣播電臺        |
| 2010 （第45屆） | 《溫馨傳真情》／財團法人佳音廣播電台                        |
| 2011 （第46屆） | 《柔軟心人間情》／國立教育廣播電臺                          |
| 2011 （第46屆） | 《Newstalk放眼天下》／財團法人中央廣播電臺                  |
| 2011 （第46屆） | 《元氣好時光》／正聲廣播股份有限公司臺北調頻廣播電臺        |
| 2011 （第46屆） | 《真相與真情》／漢聲廣播電臺臺北總臺                        |
| 2011 （第46屆） | 《微風心情》／漢聲廣播電臺臺中分臺                          |
| 2012 （第47屆） | 《溫馨快遞》／國立教育廣播電臺                              |
| 2012 （第47屆） | 《含羞草學園》／財團法人中央廣播電臺                        |
| 2012 （第47屆） | 《青春夢工廠》／國立教育廣播電臺彰化分臺                    |
| 2012 （第47屆） | 《樂活花蓮—花蓮心新聞》／國立教育廣播電臺花蓮分臺           |
| 2012 （第47屆） | 《轉角有藍天》／國立教育廣播電臺                            |
| 2013 （第48屆） | 《真相與真情》／漢聲廣播電臺臺北總臺                        |
| 2013 （第48屆） | 《含羞草學園》／財團法人中央廣播電臺                        |
| 2013 （第48屆） | 《幸福蒲公英》／內政部警政署警察廣播電臺臺中臺              |
| 2013 （第48屆） | 《看見我 聽見你》／財團法人中央廣播電臺                     |
| 2013 （第48屆） | 《轉角有藍天》／國立教育廣播電臺                            |
| 2014 （第49屆） | 《陽光下的彩虹》／財團法人中央廣播電臺                      |
| 2014 （第49屆） | 《你今天禮貌了嗎?》／竹科廣播股份有限公司                   |
| 2014 （第49屆） | 《看見我 聽見你》／財團法人中央廣播電臺                     |
| 2014 （第49屆） | 《遇見希望~HOPE ONLINE》／正聲廣播股份有限公司宜蘭廣播電臺  |
| 2014 （第49屆） | 《轉角有藍天》／國立教育廣播電臺                            |
| 2015 （第50屆） | 《快樂麥克風》／全景社區廣播電台股份有限公司                |
| 2015 （第50屆） | 《一點點不同》／內政部警政署警察廣播電臺                    |
| 2015 （第50屆） | 《生命在微笑》／正聲廣播股份有限公司臺中廣播電臺            |
| 2015 （第50屆） | 《生活轉個彎 生命更美好》／台灣廣播股份有限公司台北廣播電臺 |
| 2015 （第50屆） | 《這些人與那些人》／正聲廣播股份有限公司臺北調頻廣播電臺    |
| 2016 （第51屆） | 《生命大不同》／財團法人中央廣播電臺                        |
| 2016 （第51屆） | 《人生路歌聲情》／國立教育廣播電臺                          |
| 2016 （第51屆） | 《心靈故鄉》／竹科廣播股份有限公司                          |
| 2016 （第51屆） | 《快樂‧夢想‧家》／竹科廣播股份有限公司                      |
| 2016 （第51屆） | 《快樂麥克風》／全景社區廣播電台股份有限公司                |
| 2017 （第52屆） | 《21點聽台灣》／財團法人中央廣播電臺                        |
| 2017 （第52屆） | 《心靈故鄉》／竹科廣播股份有限公司                          |
| 2017 （第52屆） | 《光點世界》／正聲廣播股份有限公司臺中廣播電臺              |
| 2017 （第52屆） | 《這些人與那些人》／正聲廣播股份有限公司高雄廣播電臺        |
| 2017 （第52屆） | 《請聽我說》／內政部警政署警察廣播電臺                      |
| 2018 （第53屆） | 《聽見在地的聲音》／漢聲廣播電臺                            |
| 2018 （第53屆） | 《45度角的天空》／漢聲廣播電臺                              |
| 2018 （第53屆） | 《人生路歌聲情》／國立教育廣播電臺                          |
| 2018 （第53屆） | 《心靈故鄉》／竹科廣播股份有限公司                          |
| 2018 （第53屆） | 《這些人與那些人》／正聲廣播股份有限公司高雄廣播電臺        |
| 2019 （第54屆） | 《閃亮新台客》／國立教育廣播電臺                            |
| 2019 （第54屆） | 《今夜不設限》／台灣全民廣播電台股份有限公司                |
| 2019 （第54屆） | 《日出的所在》／正聲廣播股份有限公司雲林廣播電臺            |
| 2019 （第54屆） | 《這些人與那些人》／正聲廣播股份有限公司高雄廣播電臺        |
| 2019 （第54屆） | 《聽見在地的聲音》／漢聲廣播電臺                            |
| 2020 （第55屆） | 《礙運動》／內政部警政署警察廣播電臺                        |
| 2020 （第55屆） | 《45度角的天空》／漢聲廣播電臺                              |
| 2020 （第55屆） | 《人生路歌聲情》／國立教育廣播電臺                          |
| 2020 （第55屆） | 《生命拼圖》／行政院農業委員會漁業署漁業廣播電臺            |
| 2020 （第55屆） | 《幸福北台灣》／國立教育廣播電臺                            |
| 2021 （第56屆） | 《城市的光影》／國立教育廣播電臺                            |
| 2021 （第56屆） | 《45度角的天空》／漢聲廣播電臺                              |
| 2021 （第56屆） | 《人生路歌聲情》／國立教育廣播電臺                          |
| 2021 （第56屆） | 《客家妹來打卡》／財團法人客家公共傳播基金會                |
| 2021 （第56屆） | 《新生報到—我們在台灣》／竹科廣播股份有限公司               |
| 2022 （第57屆） | 《無毒有我》／國立教育廣播電臺                              |
| 2022 （第57屆） | 《星星亮了》／國立教育廣播電臺                              |
| 2022 （第57屆） | 《彩虹旗的世界》／高雄廣播電臺                              |
| 2022 （第57屆） | 《談情說礙》／內政部警政署警察廣播電臺                      |
| 2022 （第57屆） | 《礙情漂流瓶》／內政部警政署警察廣播電臺                    |
| 2023 （第58屆） | 《記錄礙的那一刻》／內政部警政署警察廣播電臺                |
| 2023 （第58屆） | 《人生路歌聲情》／國立教育廣播電臺                          |
| 2023 （第58屆） | 《城市的光影》／國立教育廣播電臺                            |
| 2023 （第58屆） | 《為愛啟程》／內政部警政署警察廣播電臺                      |
| 2023 （第58屆） | 《雁子飛過台三線》／財團法人客家公共傳播基金會              |
| 2024 （第59屆） | 《那一天的情緒課》／財團法人中央廣播電臺                    |
| 2024 （第59屆） | 《Old Life 偶的人生》／內政部警政署警察廣播電臺             |
| 2024 （第59屆） | 《幸福理想國》／財團法人台北勞工教育電台基金會              |
| 2024 （第59屆） | 《為愛啟程》／內政部警政署警察廣播電臺                      |
| 2024 （第59屆） | 《續享生活》／漢聲廣播電臺                                  |
| 2025 （第60屆） |                                                             |
|                 |                                                             |
|                 |                                                             |
|                 |                                                             |
|                 |                                                             |

## 外部連結
- 廣播電視金鐘獎官方網站 （页面存档备份，存于）
- 歷屆廣播金鐘獎得獎入圍名單 （页面存档备份，存于），文化部影視及流行音樂產業局